# Instytut Przemysłu Mięsnego i Tłuszczowego
Instytut Przemysłu Mięsnego i Tłuszczowego – jednostka organizacyjna  Ministra Przemysłu Spożywczego i Skupu, istniejąca w latach 1975–2009, powołana w celu prowadzenia prac naukowo-badawczych z zakresu przemysłu mięsnego i olejarskiego.

## Powołanie Instytutu
Na podstawie zarządzenie Prezesa Rady Ministrów z 1975 r. w sprawie połączenia Instytutu Przemysłu Mięsnego i Instytutu Przemysłu Tłuszczowego w Instytut Przemysłu Mięsnego i Tłuszczowego ustanowiono Instytut. Nadzór nad Instytutem sprawował Minister Przemysłu Spożywczego i Skupu.

## Przedmiot działania Instytutu
Przedmiotem działania Instytutu było prowadzenia prac naukowo-badawczych, rozwojowych i wdrożeniowych w zakresie przemysłu mięsnego i olejarskiego, z  uwzględnieniem zagadnień pozyskiwania i stosowania białek.

## Połączenie Instytutu
Na podstawie rozporządzenie Ministra Rolnictwa i Rozwoju Wsi z 2009 r. w sprawie połączenia Instytutu Przemysłu Mięsnego i Tłuszczowego, Instytutu Przemysłu Cukrowniczego oraz Instytutu Biotechnologii i Przemysłu Rolno-Spożywczego - nastąpiło połączenie Instytutów i wyłoniono Instytut Biotechnologii Przemysłu Rolno-Spożywczego.